# World Productions
World Productions Limited é uma produtora de televisão britânica fundada em 20 de março de 1990 por Tony Garnett e de propriedade da ITV plc após uma aquisição em 2017.
Alguns dos trabalhos mais notáveis da companhia incluem a série Line of Duty, um dos dramas policiais mais populares da televisão britânica. Além disso, a produtora também esteve envolvida na criação de Bodyguard, outro programa de sucesso que atraiu a atenção do público e da crítica.